# 월곡초등학교 (전북)
월곡초등학교는 대한민국 전라북도 장수군 천천면 장천로 834(월곡리)에 있었던 초등학교이다.

## 연혁
- 1950.01.10 천천국민학교 월곡분교장 인가
- 1957.04.12 월곡국민학교 승격
- 1986.03.10 병설유치원 개원
- 1991.03.01 와룡분교장 통폐합
- 1996.03.01 월곡초등학교로 개칭
- 2003.03.01 천천초등학교로 통폐합